# Mario Yepes
Mario Alberto Yepes Díaz (ur. 13 stycznia 1976 w Cali) – piłkarz kolumbijski grający na pozycji środkowego obrońcy.
Nosi przydomki "El Rey" (Król) lub "Super Mario". Oprócz kolumbijskiego posiada również obywatelstwo francuskie.

## Kariera klubowa

### Deportivo Tuluá
Yepes pochodzi z miasta Cali. Piłkarską karierę zaczynał w małym klubie Escuela Carlos Sarmiento Lora, z którego w 1993 roku przeniósł się do Deportivo Tuluá z miasta Tuluá. W barwach tego zespołu zadebiutował 27 marca 1994 roku w Primera A, w przegranym 1:2 meczu z Atlético Junior. Początkowo grał jako skrzydłowy, jednak z czasem trener Deportivo przekwalifikował Yepesa na pozycję libero. Zarówno sezon 1995 jak i 1996/1996 zespół z Mario na środku obrony zakończył ligę na 9. miejscu w tabeli. W sezonie 1996/1997 Tulua nieco obniżyła loty i uplasowała się na 13. pozycji.

### Deportivo Cali
Dobra gra Yepesa została zauważona w rodzinnym mieście Cali i Deportivo okazało się jedynie odskocznią do kariery Mario. Latem 1997 skorzystał on z oferty Deportivo Cali, gdzie od razu wywalczył miejsce w podstawowej jedenastce. W czasie gry w tym klubie był współtwórcą największych sukcesów zespołu w latach 90. W 1998 roku wywalczył mistrzostwo Kolumbii (w mistrzowskim sezonie rozegrał 48 meczów i strzelił 6 goli), a rok później miał już nieco mniejszy udział przy awansie tego klubu do finału Copa Libertadores.

### Club Atlético River Plate
W lecie 1999 roku Yepes przeniósł się do Argentyny, do jednego z najbardziej utytułowanych klubów w Ameryce Południowej, River Plate. Spotkał tam między innymi swojego rodaka Juana Pabla Ángela oraz wschodzące gwiazdy argentyńskiej piłki, Javiera Saviolę czy Pabla Aimara. W Primera División zadebiutował już w 1. kolejce, 7 sierpnia 1999 w wygranym 4:1 meczu z Instituto Cordoba. W 7. kolejce natomiast zdobył swojego pierwszego gola na argentyńskich boiskach, a River pokonało na Estadio Monumental 3:1 Club Atlético Lanús. W całym sezonie "Milionerzy" przegrali tylko dwa spotkania i wygrali zarówno fazę Apertura, jak i Clausura. Duża w tym zasługa Maria Yepesa, który był filarem linii obrony i rozegrał w całym sezonie 29 meczów i strzelił dwa gole. Rok później piłkarze River Plate stracili prymat na rzecz rywali zza miedzy, Boca Juniors, a Copa Libertadores musieli uznać wyższość meksykańskiego Cruz Azul. Yepes rozegrał 33 mecze w lidze i zdobył dwa gole. W River Plate grał jeszcze przez pół roku (w fazie Apertura) i został wówczas wicemistrzem kraju ze swoim klubem.

### FC Nantes
Yepesem zaczęły się ineteresować angielskie i włoskie kluby, jednak zimą 2002 podpisał on kontrakt z klubem francuskiej Ligue 1, FC Nantes. Do Nantes przeszedł za 5,5 miliona euro i z Argentyńczykiem Mauro Cetto stworzył południowoamerykański duet środkowych obrońców. 23 stycznia 2002 przeciwko CS Sedan (0:0) rozegrał swój pierwszy mecz ligowy na francuskich boiskach. W całej rundzie wiosennej zagrał 11 meczach i z zespołem z Nantes zajął 10. pozycję w lidze. W 1. kolejce nowego sezonu (2002/2003), w wyjazdowym meczu z Olympique Marsylia zdobył swojego pierwszego gola w Ligue 1, a Nantes wygrało ten mecz 2:0. W całym sezonie był podporą defensywy "Kanarków" i stał się jednym z najlepszych obrońców we Francji, a kibice Nantes nadali mu przydomek "El Rey" (Król). W 2003 roku zajął z tym klubem 9. miejsce kwalifikując się do Pucharu Intertoto. Po sezonie znów interesowały się nim kluby z innych krajów europejskich, ale Yepes jeszcze na sezon pozostał w Nantes i zajął z tym klubem 6. miejsce w lidze (29 meczów).

### Paris Saint-Germain
Latem 2004 Kolumbijczyk w końcu zmienił klub i został piłkarzem Paris Saint-Germain, które zapłaciło za niego około 10 milionów euro. Podpisując kontrakt do 2008 roku Yepes stał się najlepiej zarabiającym piłkarzem w Ligue 1 (250 tysięcy euro na miesiąc). W PSG zadebiutował 7 sierpnia 2004 w przegranym 1:2 wyjazdowym meczu ze Stade Rennais FC. W kolejnym meczu z SM Caen (2:2) zdobył bramkę, ale w ostatniej minucie spotkania otrzymał czerwoną kartkę. W całym sezonie PSG spisało się poniżej oczekiwań – nie wyszło z grupy Ligi Mistrzów, a do tego w lidze zajęło niską 9. pozycję. W kolejnym sezonie 2005/2006 było podobnie, jednak paryski klub z Yepesem w obronie wywalczył Puchar Francji (Mario wystąpił przez 90 minut w zwycięskim 2:1 finale z Olympique Marsylia). W całym sezonie "Super Mario" (nowy przydomek nadany przez fanów paryskiej drużyny) zdobył 4 gole w 32 meczach i obok Pedro Paulety był jednym z nielicznych graczy, do którego trener Guy Lacombe nie mógł mieć większych pretensji za słaby sezon w lidze.

### Chievo Werona
W 2008 dołączył do włoskiego Chievo Werona.

### AC Milan
Od sezonu 2010/2011 broni barw AC Milan. Doświadczony obrońca Chievo Werona trafił na San Siro na zasadzie wolnego transferu i podpisał dwuletni kontrakt, na mocy którego zarobi 1,6 miliona euro. Już w pierwszym sezonie gry w Mediolanie zdobył ze swoim nowym klubem mistrzostwo Włoch. 11 grudnia 2011 w ligowym meczu przeciwko Bologna FC doznał skręcenia prawej kostki i uszkodził więzadło przyśrodkowe. Leczenie i rehabilitacja potrwało kilkanaście tygodni.

### Atalanta Bergamo
W 2013 roku dołączył do włoskiego klubu Atalanta BC. W 2014 roku oznajmił, iż kończy karierę po Mistrzostwach Świata w Brazylii. Był to jego ostatni profesjonalny klub piłkarski w karierze.

## Kariera reprezentacyjna
W reprezentacji Kolumbii Yepes zadebiutował 7 lipca 1999 roku w wygranym 2:1 meczu z Ekwadorem. W 2001 roku był członkiem kadry Kolumbii na Copa América 2001. Tam był podstawowym graczem swojej drużyny i zagrał w jej wszystkich meczach. Dotarł z nią do finału, w którym Kolumbia jako gospodarz pokonała Meksyk 1:0. Z narodową reprezentacją brał udział w nieudanych eliminacjach do Mistrzostw Świata 2002 i do Mistrzostw Świata 2006.
Do 2014 roku był kapitanem reprezentacji Kolumbii, w której rozegrał 102 mecze i zdobył 6 goli. Ostatni swój rozegrał na Mistrzostwach Świata w Brazylii w 2014 roku, w przegranym ćwierćfinale z Brazylią (2:1).

## Sukcesy

### Klubowe
- Mistrzostwo Kolumbii: 1998
- Finał Copa Libertadores: 1999
- Mistrzostwo Argentyny: 2000
- Puchar Francji: 2006
- Mistrzostwo Włoch: 2010/2011
- Superpuchar Włoch: 2011

### Reprezentacyjne
- Copa America: 2001

## Statystyki
Stan na 1 lipca 2014:
| Sezon     | Klub            | Kraj      | Rozgrywki                                | Mecze | Bramki |
| --------- | --------------- | --------- | ---------------------------------------- | ----- | ------ |
| 1994      | Deportivo Tuluá | Kolumbia  | Copa Mustang                             | 4     | 0      |
| 1995      | Deportivo Tuluá | Kolumbia  | Copa Mustang                             | ?     | ?      |
| 1995/96   | Deportivo Tuluá | Kolumbia  | Copa Mustang                             | ?     | ?      |
| 1996/97   | Deportivo Tuluá | Kolumbia  | Copa Mustang                             | ?     | ?      |
| 1997/98   | Deportivo Cali  | Kolumbia  | Copa Mustang                             | 48    | 6      |
| 1998/99   | Deportivo Cali  | Kolumbia  | Copa Mustang                             | 13    | 1      |
| 1999/00   | River Plate     | Argentyna | Primera División                         | 29    | 2      |
| 2000/01   | River Plate     | Argentyna | Primera División                         | 33    | 2      |
| 2001/02   | River Plate     | Argentyna | Primera División                         | 14    | 2      |
| 2001/02   | FC Nantes       | Francja   | Ligue 1                                  | 11    | 0      |
| 2002/03   | FC Nantes       | Francja   | Ligue 1                                  | 33    | 2      |
| 2003/04   | FC Nantes       | Francja   | Ligue 1                                  | 29    | 0      |
| 2004/05   | PSG             | Francja   | Ligue 1                                  | 32    | 3      |
| 2005/06   | PSG             | Francja   | Ligue 1                                  | 32    | 4      |
| 2006/07   | PSG             | Francja   | Ligue 1                                  | 24    | 1      |
| 2007/08   | PSG             | Francja   | Ligue 1                                  | 27    | 0      |
| 2008/09   | Chievo          | Włochy    | Serie A                                  | 32    | 0      |
| 2009/2010 | Chievo          | Włochy    | Serie A                                  | 31    | 1      |
| 2010/2011 | A.C. Milan      | Włochy    | Serie A                                  | 13    | 0      |
| 2011/2012 | A.C. Milan      | Włochy    | Serie A                                  | 11    | 1      |
| 2012/2013 | A.C. Milan      | Włochy    | Serie A                                  | 14    | 0      |
| 2013/2014 | Atalanta BC     | Włochy    | Serie A                                  | 24    | 0      |
|           |                 |           | Łącznie w argentyńskiej Primera Division | 76    | 6      |
|           |                 |           | Łącznie w Ligue 1                        | 188   | 10     |
|           |                 |           | Łącznie w Serie A                        | 136   | 3      |